# Mapamundi de Hereford

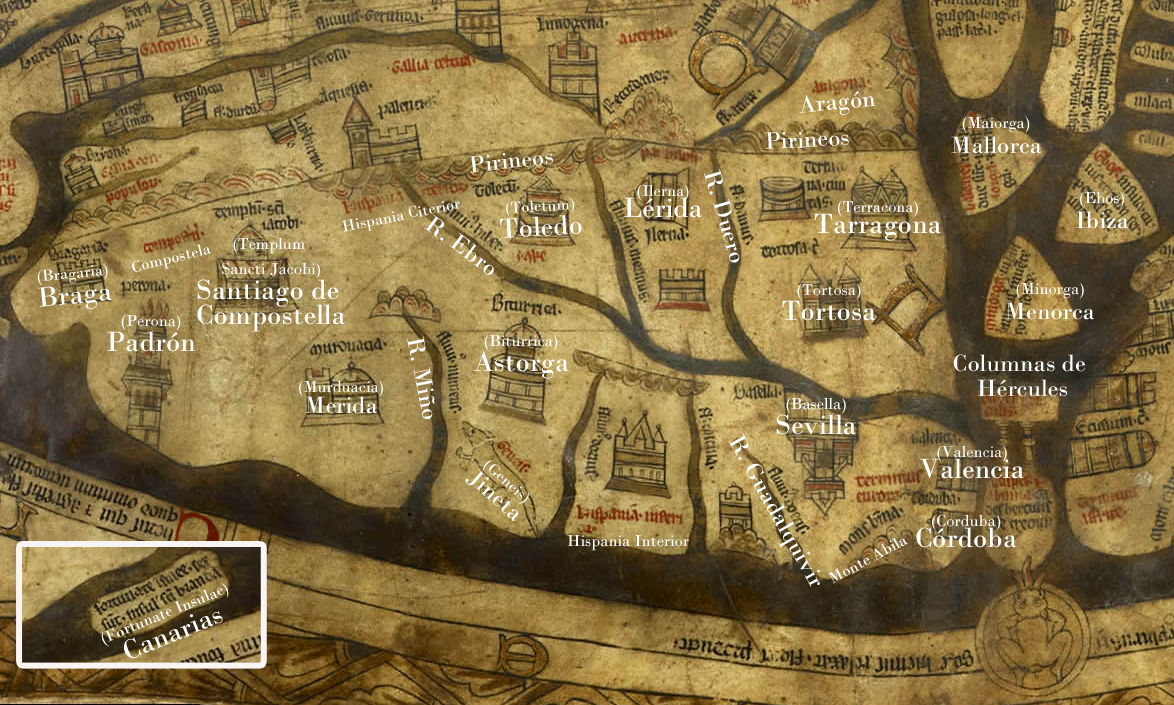
La península ibérica, las Baleares y las Canarias en el mapa Hereford.

El Mapamundi de Hereford es un mapa con la estructura T-O datado hacia 1300, conservado en la catedral de Hereford, en el oeste de Inglaterra, donde debía de servir de retablo en la iglesia. Su ejecución se atribuye a Richard of Haldingham, prebendado de Lafford. De menor tamaño que el mapamundi de Ebstorf, con el que guarda semejanza, mide 132 x 162 cm, dibujado en una sola hoja de pergamino con tinta negra y algunos toques de rojo, verde, oro y azul. 
En la parte superior, fuera del círculo, se representa el Pantocrátor dominando el orbe. Bajo él, al borde del mundo, una isla redonda representa el paraíso terrenal. En el centro se sitúa Jerusalén, con la cruz. Conforme a la costumbre establecida en los mapas de T en O, el mundo habitable lo forman los tres continentes conocidos del hemisferio norte, pero Asia, en la mitad superior, y África en el cuadrante inferior derecho, separada de Europa por las columnas de Hércules, aparecen pobladas también por seres fantásticos y monstruos.
Junto a las imágenes cristianas y bíblicas dominantes, el Minotauro en el laberinto de Creta remite todavía a la mitología clásica.

## Características
El mapa está firmado por «Ricardo de Haldingham y Lafford», también conocido como Richard de Bello. Las inscripciones son en tinta negro, con la adición de oro rojo y; mientras que los mares y los ríos son de color azul o verde (con la excepción del Mar Rojo, marcado en rojo). Están representadas 420 ciudades, 15 eventos bíblicos, 33 animales y plantas, 32 personas, y cinco escenas de la mitología clásica.
El mapa está basado en mapas anteriores, como el códice de Beato de Liébana, y es muy similar al mapamundi de Ebstorf, el mapa del mundo Salterio, y el mapa de Sawley (erróneamente llamado «Enrique de Maguncia»); que no se corresponde con el conocimiento geográfico del siglo XIV. 
La forma de una «T y O» del mapa no implica que sus creadores creyesen en una tierra plana. De hecho, la forma esférica de la Tierra ya era conocida por los antiguos griegos y romanos, y el concepto nunca se ha olvidado por completo, incluso en la Edad Media; es la proyección convencional adecuada para cubrir el hemisferio norte, que era el único que se creyó poblado por seres humanos.
La península ibérica, las Baleares y las Canarias están dibujadas en el borde de la parte inferior.